# 瓦登海

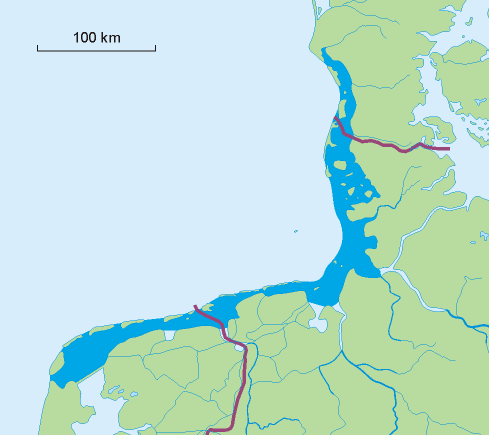
地圖中藍色的區域即為瓦登海

瓦登海（荷蘭語：Waddenzee，發音：[ˈʋɑdə(n)zeː] ⓘ，發音：[ˈvatn̩ˌmeːɐ̯] ⓘ）指的是歐洲大陸西北部到北海之間的一塊淺海及濕地。瓦登海北起自丹麥南部的海岸，遂向南至德國海岸後又轉向西到荷蘭。與北海之間有弗里西亞群島分開。瓦登海擁有豐富的生物多樣性資源。2009年，瓦登海的荷兰和德国部分被联合国教科文组织列入世界遗产，2014年擴展至丹麥的部分。
据C·迈克尔·霍根的研究，瓦登海是全球海洋中海岸线被人类改变最多的海洋之一，这种改变通过陆地和低窪沿海的岛屿上的堤坝和堤道系统。瓦登海从荷兰西南部登海尔德开始延伸，穿过德国的大河河口至其丹麦埃斯比约，全长约500公里，总面积约10000平方公里。

## 地理
瓦登海位于北海东南角的德意志湾区域，南部起始于荷兰的登海尔德，沿海岸向东北方向延伸至德国下萨克森州、不来梅州和石勒苏益格-荷尔斯泰因州，北到丹麦的布洛万。瓦登海约十分之三属于荷兰，五分之三属于德国，其余十分之一屬於丹麦。
瓦登海南段位于欧洲本土和弗里西亚群岛（西段和东段）之间，西起荷兰登海尔德，东到威悉河河口。瓦登海在东弗里西亚群岛和欧洲本土之间宽度仅为6千米，而在亚德湾、多拉特湾等大型海湾处宽度为40到50千米。登海尔德南部以前也是瓦登海的海湾，荷兰修筑堤坝将其与海洋完全隔开，形成了艾瑟尔湖。

## 植物群和动物群
北海的瓦登海是欧洲最大的毗连湿地，也是迄今为止世界上最大的瓦登海。 欧洲和北非60%的滩涂位于北海的瓦登海，北海的鹽鹼灘是迄今为止欧洲最大的连片鹽鹼灘。
咸水、低潮和高潮之间的变化以及具有风暴倾向的强风是瓦登海环境条件的特征。 由于经常发生干燥和洪水，温度和盐度会受到非常强烈的波动。
瓦登海以其丰富的动植物而闻名，尤其是鸟类。 成千上万的涉禽、鸭子和鹅将该地区用作迁徙中途停留地或越冬地。

### 植物
藻类和海藻生活在水中。 近几十年来，由于人类的影响，红藻数量有所减少，但绿藻尤其受益于沉积的农业肥料中养分的增加。大叶藻是瓦登海唯一的水下开花植物。

### 动物

#### 昆虫和蛛形纲动物
昆虫几乎只在盐沼的国家公园中发现，然而，盐沼是高度专业化物种群落的栖息地。

## 旅游

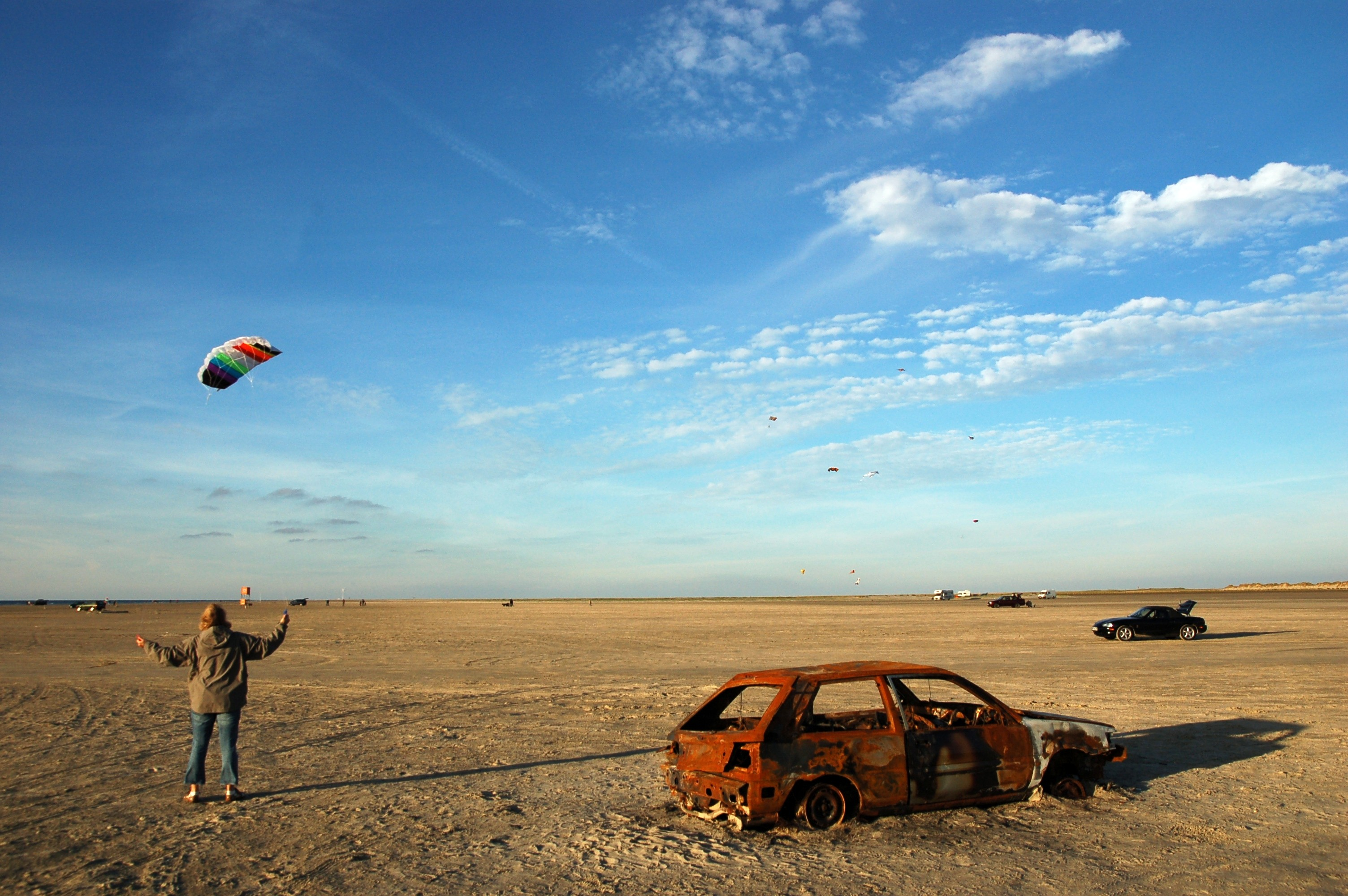
勒姆島的游客

瓦登海海岸景观平坦，缺乏轮廓，表面光秃秃的，缺乏生命力的体现对人类感官来说是一个挑战。不过从浪漫时代开始，这里的美学被重新诠释，并建立了早期的海滨度假胜地。诸如欧根·布拉赫特、古斯塔夫·舍恩莱伯以及欧根·迪克等画家来到这里，用绘画作品将景色带入上流社会的视界。虽然没有轮廓，但是形成了广袤的特殊魅力。在今天，仍然有大片土地和水域是无人区，只能听到海水和动物的声音。瓦登海也是中欧地区极少见的无光污染区域。
每年大概有1000万游客专程来参观瓦登海地区，同时也有3000-4000万游客来此地进行一日游，他们都是来自瓦登海沿岸的国家（丹麦、德国、荷兰）。同时，瓦登海沿海地区大概有三分之一的工作与旅游有关。
瓦登海在国家公园、自然保护区以及特别封锁区域以外是对公众开放的，一方面拥有广阔的景观和巨大的旅游价值，另一方面也有宁静和含碘的洁净空气。在众多带导游的泥滩步行中，导游会细心解释这个自然保护区域的特色。瓦登海的游客信息中心位于威廉港。

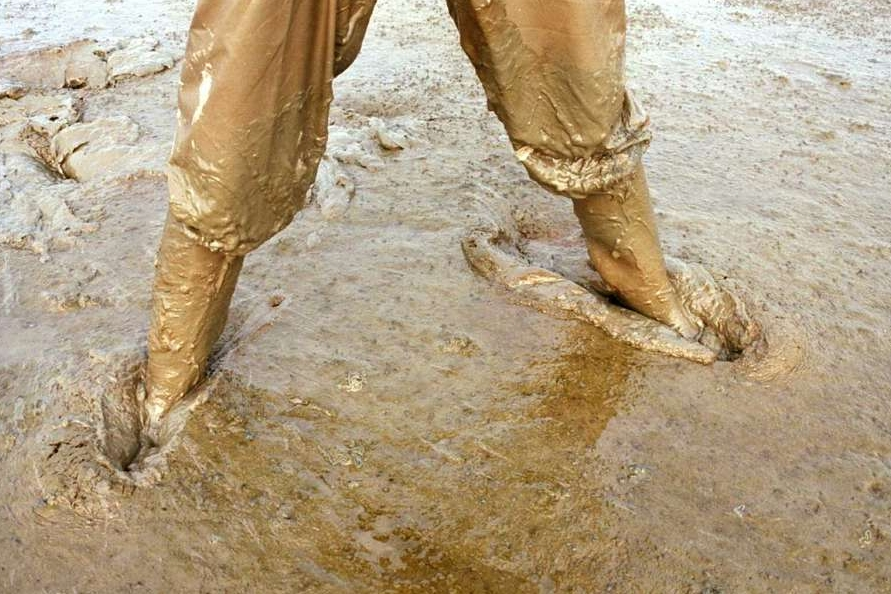
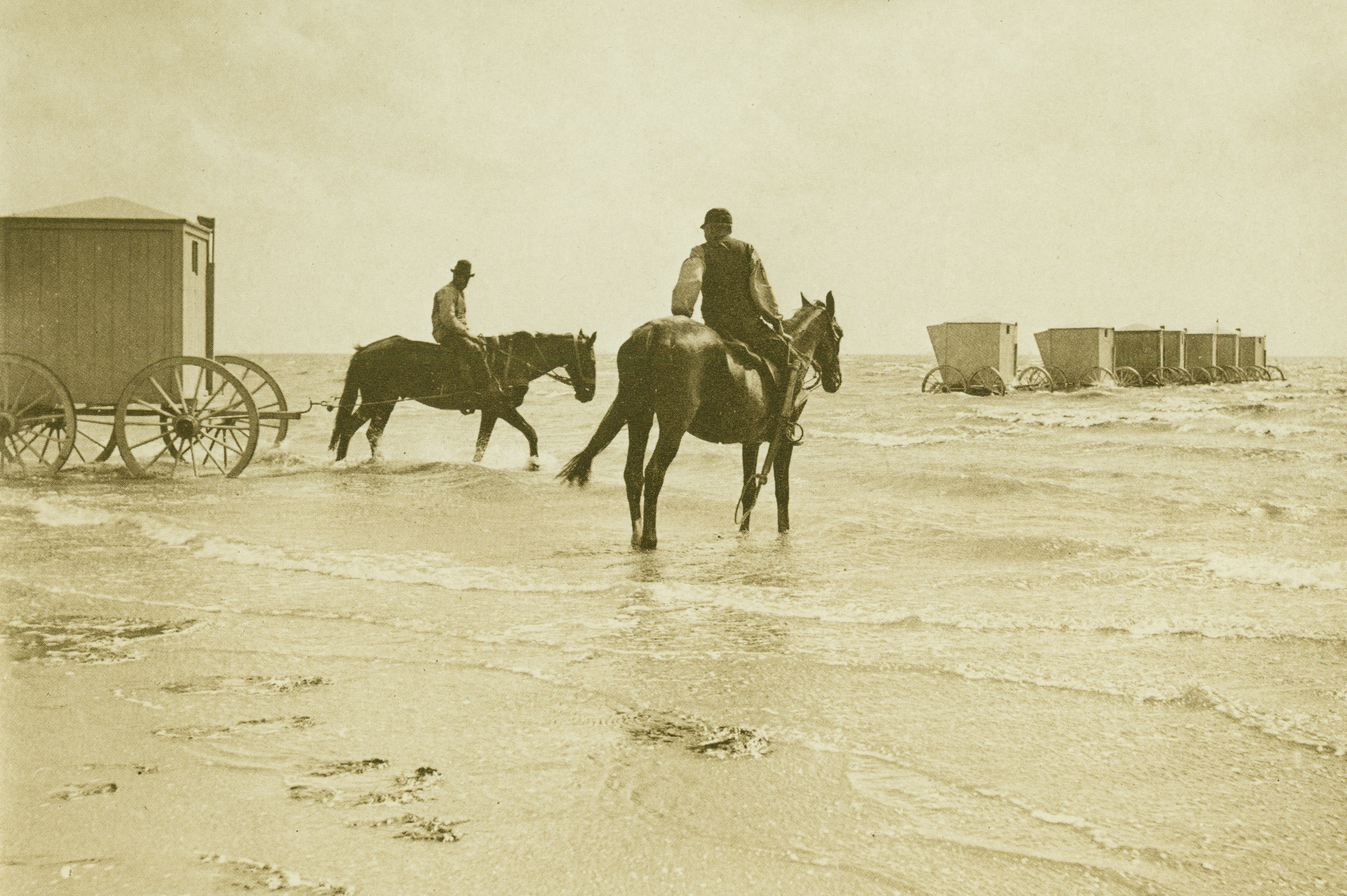
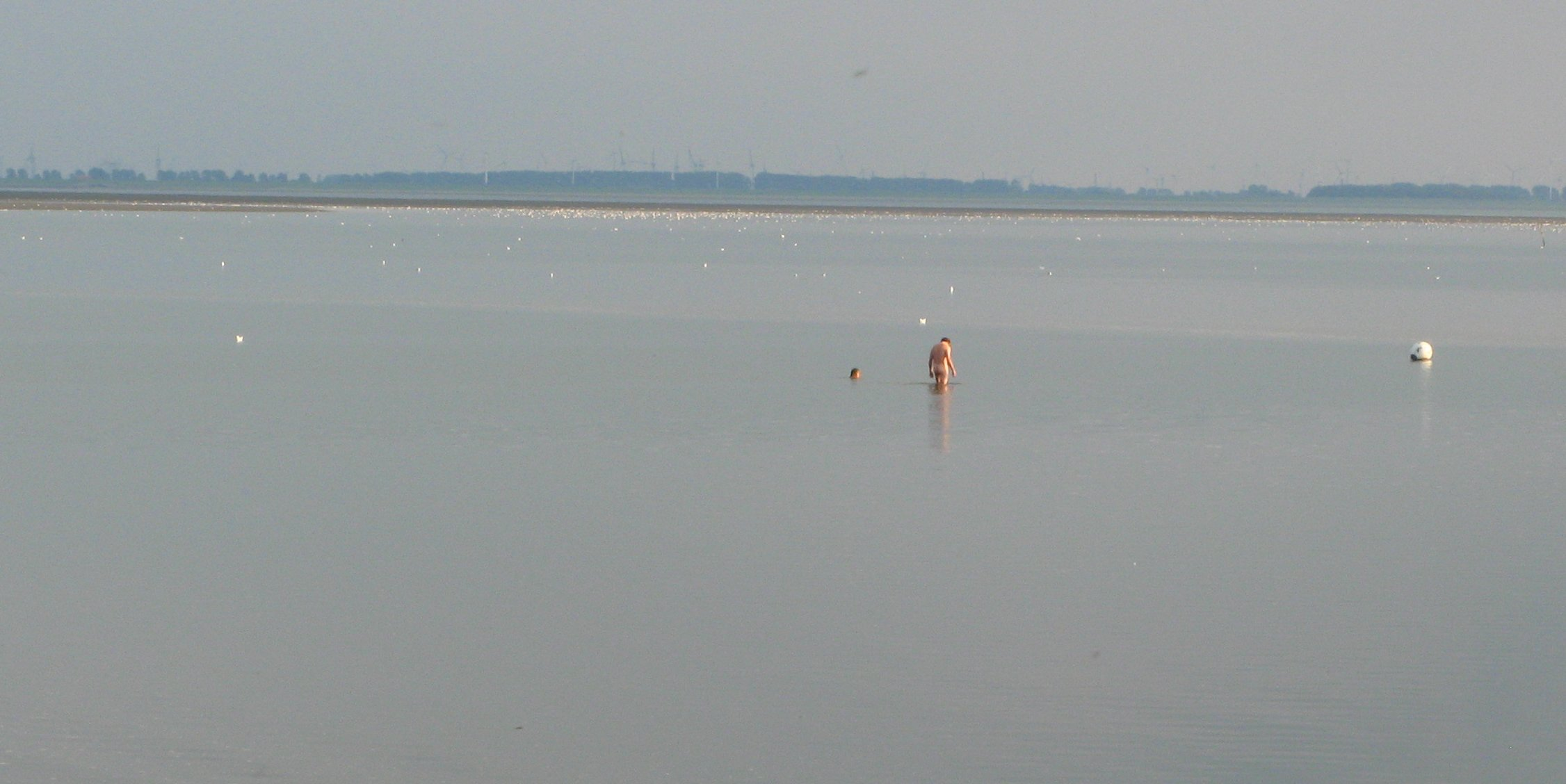
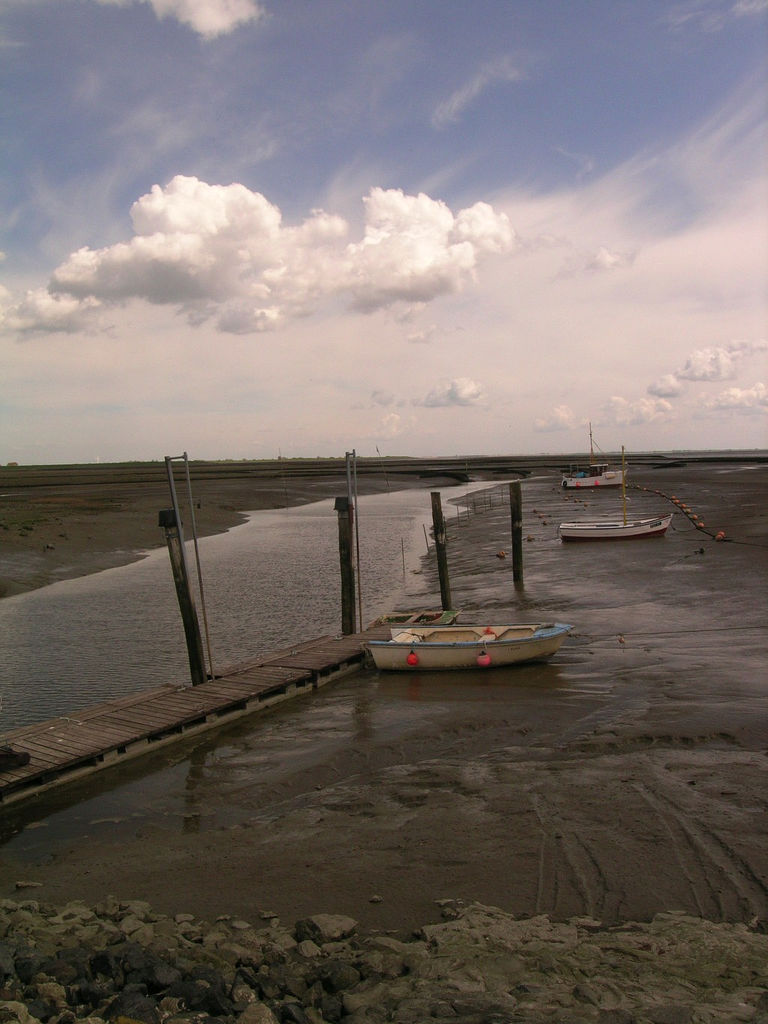